# 女子スカッシュ協会
女子スカッシュ協会（Women's Squash Association）は女子スカッシュのプロツアーWSAワールドツアーを管轄していた団体。
前身は国際女子プロスカッシュ協会(WISPA)であり、2012年から現在の名称となる。PSAワールドツアー同様、毎月発表される世界ランキングの発表も行っていた。2015年1月にプロスカッシュ協会に吸収合併され、解散した。

## カテゴリ
1. WSAワールドオープン
2. WSAワールドシリーズ
3. WSAゴールド
4. WSAシルバー
5. WSAチャレンジャー

## 主な世界ランク1位選手
- ニコル・デーヴィッド
- レイチェル・グリナム
- スーザン・デヴォイ
- サラ・フィッツ＝ジェラルド
- ミシェル・マーティン